# Омельянович, Виктор Иванович
Виктор Иванович Омельянович (13 апреля 1958, Днепропетровск — 20 декабря 2023) — советский и украинский гребец, заслуженный мастер спорта СССР, серебряный призёр Олимпийских игр 1988 года в гонках восьмёрок.

## Биография
Окончил Киевский ГИФК.
Чемпион мира 1985, двукратный серебряный (1986, 1987) и бронзовый (1981, 1982) призёр чемпионата мира. Четырёхкратный чемпион СССР (1982, 1984, 1987, 1988).
Супруга — Мария Юрьевна Данилюк — гребчиха.
Похоронен на Байковом кладбище.